# Plan van Ayutla
Het Plan van Ayutla was een manifest opgesteld door kolonel Florencio Villarreal op 24 februari 1854, waarin hij opriep tot het omverwerpen van de dictator Antonio López de Santa Anna. 
Villareal was militair bevelhebber in Ayutla, een plaatsje in de staat Guerrero, Mexico. Hij werd gesteund door Juan Álvarez en Ignacio Comonfort. Het plan riep op tot het vestigen van een liberale staat en het invoeren van een nieuwe grondwet (de oude was door Santa Anna buiten werking gesteld). Verder riep het plan op de belastingen te verlagen en de dienstplicht te verlichten, waar vooral arme dorpen zwaar onder leden. Het plan trad in werking op 1 maart, waarmee de Revolutie van Ayutla uitbrak.